# Nghi Nam
Nghi Nam (tiếng Trung: 沂南县Hán Việt: Nghi Nam huyện) là một huyện thuộc địa cấp thị Lâm Nghi, tỉnh Sơn Đông, Cộng hòa Nhân dân Trung Hoa. Huyện này có diện tích 1174,08 km2, dân số 900.000 người (2001). Huyện Nghi Nam được chia thành các đơn vị hành chính gồm 17 trấn.